# カタフーラ郡 (ルイジアナ州)
カタフーラ郡（カタフーラぐん、英: Catahoula Parish）は、アメリカ合衆国ルイジアナ州の北部に位置する郡である。2010年国勢調査での人口は10,407人であり、2000年の10,920人から4.7％減少した。郡庁所在地はハリソンバーグ市（人口348人）であり、郡東部境界をなすワシタ川に沿ってある。同郡で人口最大の町はジョーンズビル（人口2,265人）である。

## 歴史

### 前史時代
カタフーラ郡となった地域には、ヨーロッパ人開拓が始まる数千年前から、様々なインディアン部族が住んでいた。マークスビル文化、トロイビル文化、コールズクリーク文化およびプラクミン文化の人々が、地域全体に集落やマウンドを築いた。著名な例がペックマウンドやトロイビル遺跡がある。トロイビル遺跡にはベイタウン文化からトロイビル・コールズクリーク期、すなわち紀元前100年から紀元後700年とされる要素が入っている。高さ82フィート (25 m) とルイジアナ州では最も高く、北アメリカでも2番目に高いマウンドがあったが、ブラック川にジョーンズビル橋を架けるために破壊されてしまった。

### 郡の成立以後
カタフーラ郡はカタフーラ・レパード種の犬の名前の元になったとされる。カタフーラ・レパード種の犬は、アラバマ州出身でアラモの戦いで戦死したジェームズ・ボウイとその兄レジン・ボウイ兄弟が所有していた。1900年代初期、セオドア・ルーズベルト大統領は狩りにカタフーラ種の犬を使った。ルイジアナ州知事アール・ロングもこの種の犬を集めていた。
南北戦争が始まったとき、州内の分離派集会にカタフーラ郡から出席した代議員ジェイムズ・G・タリアフェーロは、アメリカ合衆国からの脱退に強く反対した。タリアフェーロは、「（州が）合衆国から脱退することを憲法で認めておらず、経済的混乱、挫かれた繁栄、ふらつく税金および南部連合の下でルイジアナの利益の破滅的な停滞という暗い将来を描いて見せ、最終的な無政府状態と戦争を避ける道を見いだせなかった。よって会議の議事録にタリアフェーロの抗議を記すことを拒んだように、タリアフェーロの考え方は急進的だった」
カタフーラ郡は民主党の地盤ではあるが、大統領選挙では、2008年民主党候補バラク・オバマ上院議員が1,659票、31.8％しか得られず、共和党候補ジョン・マケイン上院議員の3,486票、66.7％に遠く及ばなかった。2004年も、共和党候補の現職ジョージ・W・ブッシュが3,219票、65.0％を得たのに対し、民主党候補、マサチューセッツ州のジョン・ケリー上院議員は1,673票、34.8％に留まった。地方役員の選挙では民主党が圧倒しており、共和党は滅多に戦える領域に達していない。

## 地理
アメリカ合衆国国勢調査局に拠れば、郡域全面積は739平方マイル (1,914 km2)であり、このうち陸地704平方マイル (1,823 km2)、水域は35平方マイル (91 km2)で水域率は4.84％である。ワシタ川が郡の東郡境になっている。

### 主要高規格道路
- アメリカ国道84号線
- ルイジアナ州道8号線
- ルイジアナ州道15号線

### 隣接する郡
- フランクリン郡 - 北
- テンサス郡 - 北東
- コンコルディア郡 - 東
- アボイルズ郡 - 南
- ラサール郡 - 西
- コールドウェル郡 - 北西

### 国立保護地域
- カタフーラ国立野生生物保護区（部分）

## 人口動態
以下は2000年の国勢調査による人口統計データである。
| 基礎データ - 人口: 10,920人 - 世帯数: 4,082 世帯 - 家族数: 2,992 家族 - 人口密度: 6人/km2（16人/mi2） - 住居数: 5,351軒 - 住居密度: 3軒/km2（8軒/mi2） 人種別人口構成 - 白人: 71.78% - アフリカン・アメリカン: 27.12% - ネイティブ・アメリカン: 0.19% - アジア人: 0.13% - その他の人種: 0.19% - 混血: 0.59% - ヒスパニック・ラテン系: 0.92% 年齢別人口構成 - 18歳未満: 25.8% - 18-24歳: 10.0% - 25-44歳: 26.8% - 45-64歳: 23.0% - 65歳以上: 14.4% - 年齢の中央値: 37歳 - 性比（女性100人あたり男性の人口） - 総人口: 100.6 - 18歳以上: 98.0 | 世帯と家族（対世帯数） - 18歳未満の子供がいる: 32.7% - 結婚・同居している夫婦: 54.7% - 未婚・離婚・死別女性が世帯主: 14.5% - 非家族世帯: 26.7% - 単身世帯: 24.3% - 65歳以上の老人1人暮らし: 11.3% - 平均構成人数 - 世帯: 2.55人 - 家族: 3.02人 収入と家計 - 収入の中央値 - 世帯: 22,528米ドル - 家族: 27,206米ドル - 性別 - 男性: 26,181米ドル - 女性: 18,427米ドル - 人口1人あたり収入: 12,608米ドル - 貧困線以下 - 対人口: 28.1% - 対家族数: 22.6% - 18歳未満: 41.8% - 65歳以上: 20.1% |

## 都市と町

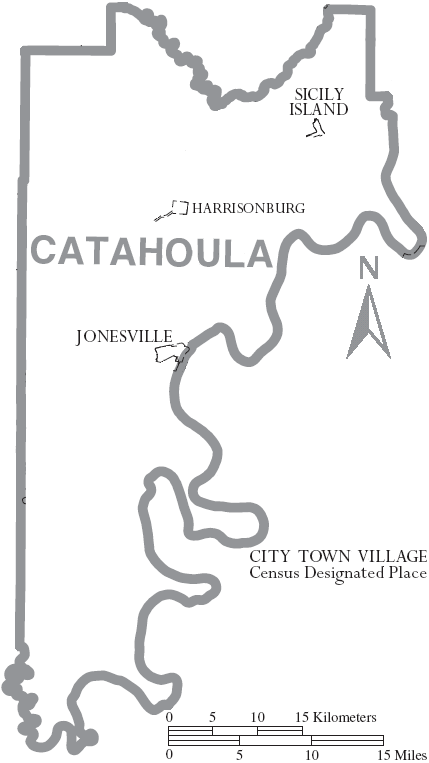
カタフーラ郡図

- ハリソンバーグ - 郡庁所在地
- ジョーンズビル
- シシリーアイランド

### 未編入の町
- エンタープライズ
- サンディレイク
- マニフェスト
- ルランド
- ファウルズ
- エイムウェル
- ラート

## 水域
- サンディ湖

## 教育
カタフーラ郡教育委員会が地元の公立学校を運営している。

## 著名な出身者
- ショーン・パトリック・フラナリー、俳優、1965年レイクチャールズ生まれ、『処刑人)』などに出演